# Раскалённая лагуна
«Раскалённая лагуна» — телефильм режиссёра Саймона Лэнгтона по заказу канала HBO, вышедший на экран в 1987 году. Экранизация одноимённого бестселлера Т. Джефферсона Паркера.

## Сюжет
У полицейского из Лос-Анджелеса Тома Шефарда погибает напарник. Том во всём винит себя — именно он не нашёл в себе силы вовремя пристрелить малолетнего убийцу. Не в силах выдержать психологического давления, он уезжает из Лос-Анджелеса в родной город — Лагуна-Бич. Там он устраивается в местный полицейский участок. Однако отдыха и спокойствия ему не видать: в городе происходит серия жестоких убийств. Все они каким-то образом связаны с отцом Тома Уэйдом — филантропом и в прошлом также полицейским. Том, у которого завязывается роман с дочерью одного из убитых, скоро обнаруживает, что прошлое дотянулось и до него.

## В ролях
- Гарри Хэмлин — Том Шефард
- Джейсон Робардс — Уэйд Шефард
- Рип Торн — Джо Датилла
- Кэтрин Хикс — Джейн Алджернон
- Энн Фрэнсис — Хелен Лонг
- Джеймс Гэммон — Граймс
- Джефф Кобер — Вик Хармон

## Съёмочная группа
- Режиссёр — Саймон Лэнгтон
- Продюсер — Билл Бадалато
- Автор сценария — Д. М. Эйр, Пит Хэмилл, Дэвид Бертон Моррис
- Литературная основа — Т. Джефферсон Паркер
- Композитор — Патрик Уильямс
- Оператор — Фред Мерфи

## Оценки
Обозреватель Los Angeles Times Херман Вонг отмечает близость сюжета ленты к литературному источнику, отмечая, что Джефферсон Паркер, которому за права на материал была уплачена «шестизначная сумма», был консультантом на съёмках. Наиболее существенным отклонением, с точки зрения писателя, был перенос сцены схватки Тома Шефарда и убийцы: в книге после долгой и «почти мистической» погони они встречаются лицом к лицу в номере пустой мексиканской гостиницы, тогда как в фильме это происходит в полном народа роскошном дансинге в Лагуна-Бич.
Критик New York Times Джон О’Коннор считает, что фильм проигрывает по сравнению с романом Паркера, даже с учётом хорошего подбора съёмочной группы и актёрского состава. О’Коннор называет фильм наивным и даже ученическим, сюжет — предсказуемым из-за слишком акцентированных центральных персонажей, а философию оценивает как стереотипную. На обилие клише в сюжете указывает также обозреватель Sun-Sentinel Билл Келли, который, однако, признаёт, что в исполнении Гарри Хэмлина главный герой картины получился привлекательным донкихотом. Эту оценку разделяет и Джефф Джарвис из журнала People: сюжет, с его точки зрения, перенасыщен действием, но главный герой — «Дон Джонсон для бедных» — определённо привлекательней того, что предлагают другие каналы.

## Награды
- 1989 — ACE Award в номинации «лучший исполнитель второстепенной роли в фильме или мини-сериале» (Рип Торн)